# Южнорюкюские языки
Южнорюкюские языки — группа в составе рюкюской ветви японо-рюкюской языковой семьи. Южнорюкюские языки распространены на островах Мияко (Мияко, Тарама, Ирабу), Яэяма (Ириомоте, Исигаки и несколько мелких) и Йонагуни; язык последнего острова одни исследователи выделяют в собственную группу в составе рюкюской ветви, а другие присоединяют к яэямскому.

## Социолингвистические сведения
Все южнорюкюские языки находятся под угрозой исчезновения; по классификации ЮНЕСКО миякоский язык имеет статус неблагополучного, а яэямский и ёнагунский — «серьёзная угроза». 

## Хронология разделения и прародина

Культурные регионы Рюкю

Точно неизвестно, как проходило заселение Рюкюского архипелага. По предположению Сепира, регион максимального языкового разнообразия является прародиной семьи, однако данные по китаизмам в японо-рюкюских языках не позволяют обозначить южнорюкюские острова как прародину. Скорее всего основная волна миграции прошла с Кюсю в начале периода Яёй.
Также принципиально невозможно обозначить время разделения японской и рюкюской ветвей ввиду отсутствия письменных памятников, однако верхнюю границу разделения можно установить на основе данных фонологических инноваций в японском языке, не затронувших рюкюские: оно произошло не позднее VII столетия. После разделения и до VII—XIII века рюкюские и японский продолжали контактировать.
Географически севернорюкюские и южнорюкюские языки разделяет 350 км. Южнорюкюские языки выделены по следующим признакам:
- переход слова «сколько» из тонового класса B в класс A,
- собственное слово «сад»,
- переход *i > u (> ∅) в прарюкюском *pitae («лоб»).

Уэмура и Серафим предполагают, что высокую степень отличий южнорюкюских можно объяснить контактом с субстратом, но Хайнрих и др. отметают эти гипотезы, ссылаясь на её противоречие лингвистическим, антропологическим и археологическим находкам.

## Состав
Все выделяемые идиомы являются абштанд-языками в составе рюкюского диалектного континуума.
Распространено деление на языки мияко и яэяма; Тома Пеллар считает, что яэяма — это семья, в которой можно выделить собственно яэямский язык и язык ёнагуни

## Типологическая характеристика

### Фонетика и фонология

#### Гласные звуки
Количество гласных фонем сильно варьирует, ёнагунский имеет всего три без фонематического разделения по долготе, миякоский — 6, яэямский — 7. Фонема /o/ слилась с /u/, во многих говорах произошёл переход /e/ > /i/.

##### Миякоский
|         | Передние | Средние | Задние |
| ------- | -------- | ------- | ------ |
| Верхние | i        | ɨ       | u      |
| Средние | e        | ɘ       | o      |
| Нижние  |          | a       |        |

В миякоском u в позиции после s, ʦ и ʣ исчез, что привело к появлению слогообразующих s, ts и dz:
- *musu > mus «насекомое»
- *midzu > midz «вода»

При этом фонемы u и i, произошедшие от передвижения o и e в верхний ряд, сохраняются:
- *ase > aɕi «пот»
- *kudzo > kudzu «прошлый год»

после b и g гласный [i] реализуется как слогообразующий z, а после p и k — как s. Этот фонетический переход не произошёл в диалекте острова Икемадзима.
- mugi > mugz «ячмень»
- *pito > pstu «человек»

Этот слогообразующий звук также вызывает переход стоящих за ним r и w в z, а s j — в ɕ.
- *iwo > zzu «рыба»
- *piruma > pssuma

##### Яэямский
| Передние | Средние | Средние | Задние | Задние |
| -------- | ------- | ------- | ------ | ------ |
| Передние | Верхние | i, iː   | (ɨ)    | u, uː  |
| Средние  | e, eː   |         | o, oː  |        |
| Нижние   |         | a, aː   |        |        |

##### Ёнагунский
|         | Передние | Средние | Задние |
| ------- | -------- | ------- | ------ |
| Верхние | i        |         | u      |
| Средние |          |         |        |
| Нижние  |          | a       |        |

#### Согласные звуки
Некоторые севернорюкюские сохранили праяпонскую фонему */p/, которая в японском претерпела развитие в /f/, а затем в нынешний /h/; в то же время в языках этой ветви прошли собственные инновации. В севернорюкюских языках перед начинающими слово гласными звуками появилась гортанная смычка, слоги типа ʔV контрастируют со слогами типа ’V, где ’ — это постепенное начало озвончения. Также развился контраст глоттализированных согласных ʔw, ʔj, ʔm, ʔn, ʔt, ʔk, ʔp, ʔʦ и неглоттализированных w, j, m, n, t, k, p, ʦ.

#### Просодия
Все слоги, состоящие из согласного и гласного, в севернорюкюских открытые, в отсутствие согласного их начинает фонема /’/. Имеется две фонемы, образующих собственную мору без гласного: мораобразующий шумный согласный Q и мораобразующий носовой согласный N. Первый всегда стоит между гласным и глухим шумным.

### Лексика
Лингвистическая палеонтология указывает на вариативность корня со значением «рис», что предполагает неравномерную важность культивации риса для рюкюсцев; в остальном по её данным носители прарюкюского языка занимались сельским хозяйством, выращивали рис, просо, таро, разводили коров и свиней, были знакомы с гончарным делом.

## Письменности
Письменная традиция не сформирована, письменный стандарт отсутствует.

## История изучения
Внутреннее деление южнорюкюских языков до конца не установлено.
Миякоский язык выделен по причине наличия собственного маркера инклюзивности (mai), слов «голова» и «быть мокрым».
Макрояэямский язык, включающий яэямский и дунанский, имеет следующие инновации:
- слово «знать» превратилось в маркер потенциальности,
- собственные слова «почка», «радостный», «свежий» и «грязь»,
- употребление слова «племянник» для обозначения племянников и племянниц.

Дунанский (ёнагуни) отличается от яэямского, некоторые исследователи выносят его за пределы южнорюкюской группы и считают единственным представителем ёнагунской группы, другие же называют диалектом яэямского; в справочнике Хайнриха он указан в составе макрояэямского языка. Яэямский язык выделен по следующим признакам:
- каузативная форма глагола «покупать» заменила глагол «продавать»,
- собственное слово «намокать»,
- переход *g > n в слове *pige («борода»).